# 永浦島
永浦島（ながうらじま）は熊本県上天草市にある島である。天草五橋によってつながっている。

## 行政
2004年3月30日までは天草郡松島町に属していたが2004年3月31日からは、天草郡松島町と大矢野町と龍ヶ岳町と姫戸町が対等合併し上天草市が誕生した。

## 島のつながる主な橋梁
- 大矢野橋
  - 大矢野島と永浦島とを結ぶ。
- 中の島橋
  - 永浦島と大池島と池島とを結ぶ。